# Stadion Rođeni
El Stadion Rođeni anteriormente llamado Stadion Vrapčići es un estadio de fútbol ubicado en la ciudad de Mostar, Bosnia y Herzegovina. Fue inaugurado en 1995, tiene una capacidad de 7000 espectadores y pertenece al club de fútbol de la ciudad, el FK Velež Mostar.
El estadio se encuentra en la parte norte de la ciudad y toma su nombre del barrio de Vrapčići. Tiene una pequeña tribuna al este y una tribuna norte más grande construida en 2006. Desde 2008 se está construyendo una gran tribuna oeste.